# Carmelo Gómez
Carmelo Gómez Celada (Sahagún, León, 2 de enero de 1962) es un actor español.

## Biografía
Su infancia transcurrió en el campo leonés, donde trabajaba al lado de su padre. Cuando obtuvo suficiente dinero decidió independizarse, emigrando a Salamanca, donde residió tres años durante los cuales trabajó en teatro. Su mayor proyección la consiguió con el grupo de teatro Garufa, dirigido por José Antonio Sayagués, en la obra La Regenta.

### Comienzos
Transcurrida esa etapa, Carmelo Gómez viajó a Madrid, donde ingresó en la Escuela de Arte Dramático. Al poco tiempo es admitido en la Compañía Nacional de Teatro Clásico. Realiza pequeñas apariciones cinematográficas en cintas de éxito comercial como El viaje a ninguna parte (Fernando Fernán Gómez, 1986) y Bajarse al moro (Fernando Colomo, 1988).
En 1992 inició su asociación con Julio Médem, quien lo convirtió en uno de sus actores fetiche a lo largo de una serie de películas: Vacas, La ardilla roja y Tierra.

### Consolidación
Dos años más tarde, al estrenar simultáneamente Canción de cuna (José Luis Garci), Días contados (Imanol Uribe) y El detective y la muerte (Gonzalo Suárez) quedó consagrado. En poco menos de doce meses consiguió el Premio Ondas, el Fotogramas de Plata y el Premio Goya a la mejor interpretación masculina protagonista, así como el reconocimiento de la Unión de Actores, por su papel de un terrorista de ETA en Días contados. En Canción de cuna se puso en la piel de un hombre acomodado que sacaba a una adolescente del convento, en el que fue abandonada, para casarse con ella.
El año concluyó con su participación en la serie televisiva La Regenta, adaptación de la obra de Leopoldo Alas "Clarín", dirigida por Fernando Méndez-Leite y coprotagonizada por Aitana Sánchez-Gijón.
En 1994 nació su hija Laura. De ahí que limitó su trabajo a dos películas en roles secundarios que corresponden a su imagen de hombre sencillo, campechano y humilde. En la primera, Territorio comanche, se puso en la piel de un cámara de televisión obsesionado con captar la imagen de un puente que sucumbiese al impacto de las bombas en plena Guerra de Bosnia, a principios de los noventa. En la segunda, Secretos del corazón, interpretó a un hombre que se convirtió en el amante de su cuñada y en el padre de un niño, al que ayuda a superar sus terrores infantiles. Dicho filme obtuvo una candidatura al Óscar a la mejor película de habla no inglesa.
En 1996 rodó dos películas con Emma Suárez a las órdenes de Pilar Miró. En la primera, El perro del hortelano, se enfrentó a la dificultad de recitar el verso. En la segunda, Tu nombre envenena mis sueños, basada en la novela de Joaquín Leguina, encarnó a un detective que se ve obligado a recordar su pasado en plena posguerra española. Dichos trabajos son recompensados de nuevo con el Fotogramas de Plata y el premio de la Unión de Actores, así como una candidatura a los Premios Goya.
En 1998 Imanol Uribe, el realizador de Días contados, le contrató de nuevo para protagonizar Extraños, donde dio vida a un esquizofrénico. Al año siguiente Manuel Gómez Pereira le llamó para encabezar junto a Victoria Abril y Javier Bardem Entre las piernas, thriller sobre unos personajes adictos al sexo.
En 2000 Carmelo optó por tercera vez al Premio Goya por El portero, donde interpretaba a un exportero del Real Madrid que se gana la vida de pueblo en pueblo retando a los lugareños a que le metan un gol de penalti. De 2000 a 2004 sólo intervino en unas pocas películas, entre ellas El viaje de Carol y Nos miran. En la primera interpretó al tío de Carol (Clara Lago), un hombre que a pesar de compartir la causa franquista es capaz de perdonar la vida al padre de la niña, un brigadista internacional.
A finales de 2004 estrenó, dirigido por Josep María Flotats, la obra teatral La cena, donde dos personajes del Antiguo Régimen deciden el futuro de la Francia postrevolucionaria a lo largo de una noche en la que se humillan y establecen cierta dialéctica sobre el poder. El personaje defendido por Gómez era un hombre que tiraba de sus archivos para poder presionar a sus contrincantes, y cuyos métodos expeditivos eran conocidos en toda Francia. El actor cosechó candidaturas a los Premios Max, Fotogramas de Plata y Unión de Actores.
Compaginó la gira con un pequeño papel en la película El método, fábula sobre el fascismo que anida en el mercado laboral, y basada en la obra teatral de Jordi Galcerán. A pesar de su breve cometido, la Academia de Cine le recompensó con el Goya a la mejor interpretación masculina de reparto por encarnar a un supuesto ejecutivo de admirable pasado que era eliminado en una de las pruebas.
En 2005 protagonizó la película de suspense La noche de los girasoles, junto a Mariano Alameda y Celso Bugallo. En ella encarnó a un espeleólogo que asesinaba a un hombre al que presuponía culpable del intento de violación de su novia; crimen del que quedaba impune. El Círculo de Escritores Cinematográficos le recompensó con una candidatura a sus medallas.
A finales de 2006 se produjo su reencuentro cinematográfico con Gonzalo Suárez en la película Oviedo Express, una variación de La Regenta, protagonizada por Aitana Sánchez-Gijón, Maribel Verdú y Silvia Marty.
En 2009 estrena dos películas: La casa de mi padre, en donde Carmelo interpreta a Txomin Garay, empresario amenazado por ETA, y Agallas, película en donde su personaje Regueira introduce a Hugo Silva en el mundo de una mafia gallega. Ese mismo año protagoniza junto con Silvia Abascal la versión teatral de Días de vino y rosas.
En el verano de 2010 estrena Vuelo IL 8714, una miniserie de dos capítulos sobre el accidente del vuelo JK5022 de Spanair, accidentado en Barajas el 20 de agosto de 2008 dejando 154 muertos. Esta miniserie se vio envuelta en la polémica por la total oposición de las víctimas a su emisión. Al año siguiente protagoniza la obra Elling, protagonizada también por Javier Gutiérrez, en donde ambos dan vida a Elling y Kell Bjarne, dos cuerdos en un mundo de locos, y viceversa. La obra es dirigida por Andrés Lima, uno de los cerebros de la compañía Animalario.
En 2012, aún en gira con Elling, estrena un thriller sobre la División Azul: Silencio en la nieve, dirigida por Gerardo Herrero y donde comparte créditos con Juan Diego Botto, entre otros. A pesar de estar rodada en 2011 se estrenó un año después.

## Filmografía parcial
| Año  | Película                             | Director                           |
| ---- | ------------------------------------ | ---------------------------------- |
| 1986 | El viaje a ninguna parte             | Fernando Fernán Gómez              |
| 1988 | Bajarse al moro                      | Fernando Colomo                    |
| 1991 | Vacas                                | Julio Medem                        |
| 1992 | Después del sueño                    | Mario Camus                        |
| 1993 | La ardilla roja                      | Julio Medem                        |
| 1994 | El detective y la muerte             | Gonzalo Suárez                     |
| 1994 | Días contados                        | Imanol Uribe                       |
| 1994 | Canción de cuna                      | José Luis Garci                    |
| 1995 | Entre rojas                          | Azucena Rodríguez                  |
| 1996 | Territorio comanche                  | Gerardo Herrero                    |
| 1996 | El perro del hortelano               | Pilar Miró                         |
| 1996 | Tu nombre envenena mis sueños        | Pilar Miró                         |
| 1996 | Tierra                               | Julio Medem                        |
| 1997 | Secretos del corazón                 | Montxo Armendáriz                  |
| 1998 | Mararía                              | Antonio José Betancor              |
| 1999 | Extraños                             | Imanol Uribe                       |
| 1999 | Entre las piernas                    | Manuel Gómez Pereira               |
| 2000 | El portero                           | Gonzalo Suárez                     |
| 2000 | La gran vida                         | Antonio Cuadri                     |
| 2002 | La playa de los galgos               | Mario Camus                        |
| 2002 | Nos miran                            | Norberto López Amado               |
| 2002 | El viaje de Carol                    | Imanol Uribe                       |
| 2004 | Hay motivo (segmento "Manipulación") | Imanol Uribe                       |
| 2005 | El método                            | Marcelo Piñeyro                    |
| 2006 | La noche de los girasoles            | Jorge Sánchez-Cabezudo             |
| 2007 | La carta esférica                    | Imanol Uribe                       |
| 2007 | Goal II: Living the Dream            | Jaume Collet-Serra                 |
| 2007 | Oviedo Express                       | Gonzalo Suárez                     |
| 2008 | La casa de mi padre                  | Gorka Merchán                      |
| 2009 | Agallas                              | Andrés Luque; Samuel Martín Mateos |
| 2011 | Silencio en la nieve                 | Gerardo Herrero                    |
| 2011 | Pecados                              | Diego Yaker                        |
| 2012 | Baztan                               | Iñaki Elizalde                     |
| 2013 | Lejos del mundo                      | Gerardo Herrero                    |
| 2014 | La punta del iceberg                 | David Cánovas                      |
| 2014 | La playa de los ahogados             | Gerardo Herrero                    |
| 2014 | Tiempo sin aire                      | Andrés Luque, Samuel Martín Mateos |
| 2022 | Llegaron de noche                    | Imanol Uribe                       |
| 2023 | El olvido del mar                    | Mirella R. Abrisqueta              |

## Televisión
- Celia (José Luis Borau, 1993)
- La Regenta (Fernando Méndez Leite, 1995)
- Vuelo IL 8714 (Norberto López Amado, 2010)
- Bulle. (2020)
- La sombra de la tierra (Vacas, 2024)

## Teatro
- La malquerida (Miguel Narros, 1988)
- El sueño de una noche de verano (Miguel Narros, 1990)
- El caballero de Olmedo (Miguel Narros, 1991)
- Lope de Aguirre, traidor (José Luis Gómez, 1992)
- A puerta cerrada (Miguel Narros, 1993)
- La gata sobre el tejado de zinc (Mario Gas, 1995-1996)
- Testamento, como voz en off (Gerardo Vera, 1996)
- Ópera: Oedipus Rex, como narrador (Frederic Amat, 2002)
- La cena (Josep Maria Flotats, 2004-2005)
- Días de vino y rosas (Tamzin Townsend, 2009)
- Elling (Andrés Lima, 2011-2012)
- El alcalde de Zalamea (Helena Pimenta, 2015-2016)
- Todas las noches de un día (Luis Luque, 2018-actualidad)
- Las guerras de nuestros antepasados (2022-2023)

## Premios y candidaturas
Premios Goya
| Año  | Categoría                                   | Película               | Resultado |
| ---- | ------------------------------------------- | ---------------------- | --------- |
| 1994 | Mejor interpretación masculina protagonista | Días contados          | Ganador   |
| 1996 | Mejor interpretación masculina protagonista | El perro del hortelano | Nominado  |
| 2000 | Mejor interpretación masculina protagonista | El portero             | Nominado  |
| 2005 | Mejor interpretación masculina de reparto   | El método              | Ganador   |

Medallas del Círculo de Escritores Cinematográficos
| Año  | Categoría              | Película                  | Resultado |
| ---- | ---------------------- | ------------------------- | --------- |
| 1996 | Mejor actor            | El perro del hortelano    | Ganador   |
| 2000 | Mejor actor            | El portero                | Nominado  |
| 2005 | Mejor actor secundario | El método                 | Ganador   |
| 2006 | Mejor actor            | La noche de los girasoles | Ganador   |
| 2009 | Mejor actor            | Agallas                   | Nominado  |

Fotogramas de Plata
| Año  | Categoría                 | Película/Serie/Obra                                         | Resultado |
| ---- | ------------------------- | ----------------------------------------------------------- | --------- |
| 1994 | Mejor actor de cine       | Canción de cuna Días contados El detective y la muerte      | Ganador   |
| 1995 | Mejor actor de televisión | La Regenta                                                  | Ganador   |
| 1996 | Mejor actor de cine       | El perro del hortelano Tierra Tu nombre envenena mis sueños | Ganador   |
| 2000 | Mejor actor de cine       | El portero La gran vida                                     | Candidato |
| 2004 | Mejor actor de teatro     | La cena                                                     | Candidato |

Premios de la Unión de Actores
| Año  | Categoría                                 | Película/Obra        | Resultado |
| ---- | ----------------------------------------- | -------------------- | --------- |
| 1992 | Mejor interpretación protagonista de cine | Vacas                | Ganador   |
| 1994 | Mejor interpretación protagonista de cine | Días contados        | Ganador   |
| 2004 | Mejor actor protagonista de teatro        | La cena              | Candidato |
| 2005 | Mejor actor secundario de cine            | El método            | Candidato |
| 2011 | Mejor actor secundario de cine            | Silencio en la nieve | Candidato |

Premios Ondas
| Año  | Categoría                      | Película      | Resultado |
| ---- | ------------------------------ | ------------- | --------- |
| 1994 | Categoría de cine: Mejor actor | Días contados | Ganador   |

Premios Turia
| Año  | Categoría   | Película          | Resultado |
| ---- | ----------- | ----------------- | --------- |
| 1999 | Mejor actor | Entre las piernas | Ganador   |

Premios Max de las Artes Escénicas
| Año  | Categoría              | Obra                  | Resultado |
| ---- | ---------------------- | --------------------- | --------- |
| 2004 | Mejor actor de reparto | La cena               | Candidato |
| 2016 | Mejor actor            | El alcalde de zalamea | Candidato |

Otros
- Premio Ricardo Calvo 1987 (Premios de la Villa de Madrid).
- Premio Nacional de Cinematografía 1995.
- Premios SGAE de Cine 2000, por El portero.
- Premio Nacional de Cinematografía Nacho Martínez del Festival Internacional de Cine de Gijón (2013).
- Premio Ercilla de Teatro 2011, por Elling.
- Premio Talía 2023, mejor actor protagonista de teatro, por Las guerras de nuestros antepasados.